# 佩里戈尔地区索尔日和利格
佩里戈尔地区索尔日和利格（法語：Sorges et Ligueux en Périgord，法語發音：[sɔʁʒ e liɡø ɑ̃ peʁiɡɔʁ]）是法国多尔多涅省的一个市镇，位于该省中部略偏东北，属于佩里格区。

## 历史
佩里戈尔地区索尔日和利格成立于2016年1月1日，由原市镇索尔日（Sorges）和利格（Ligueux）合并而成，其中前者为政府驻地。佩里戈尔地区索尔日和利格最初属于蒂维耶地区市镇公共社区，自2017年1月1日起改属大佩里格城市公共社区。

## 地理
佩里戈尔地区索尔日和利格（45°18'25.58"N, 0°52'19.76"E）面积54.04 平方千米，位于法国新阿基坦大区多爾多涅省，该省份为法国西南部内陆省份，是法國本土面积第三大的省，大致对应佩里戈尔地区，北起顺时针与夏朗德省、上维埃纳省、科雷兹省、洛特省、洛特-加龙省、吉倫特省和滨海夏朗德省接壤。

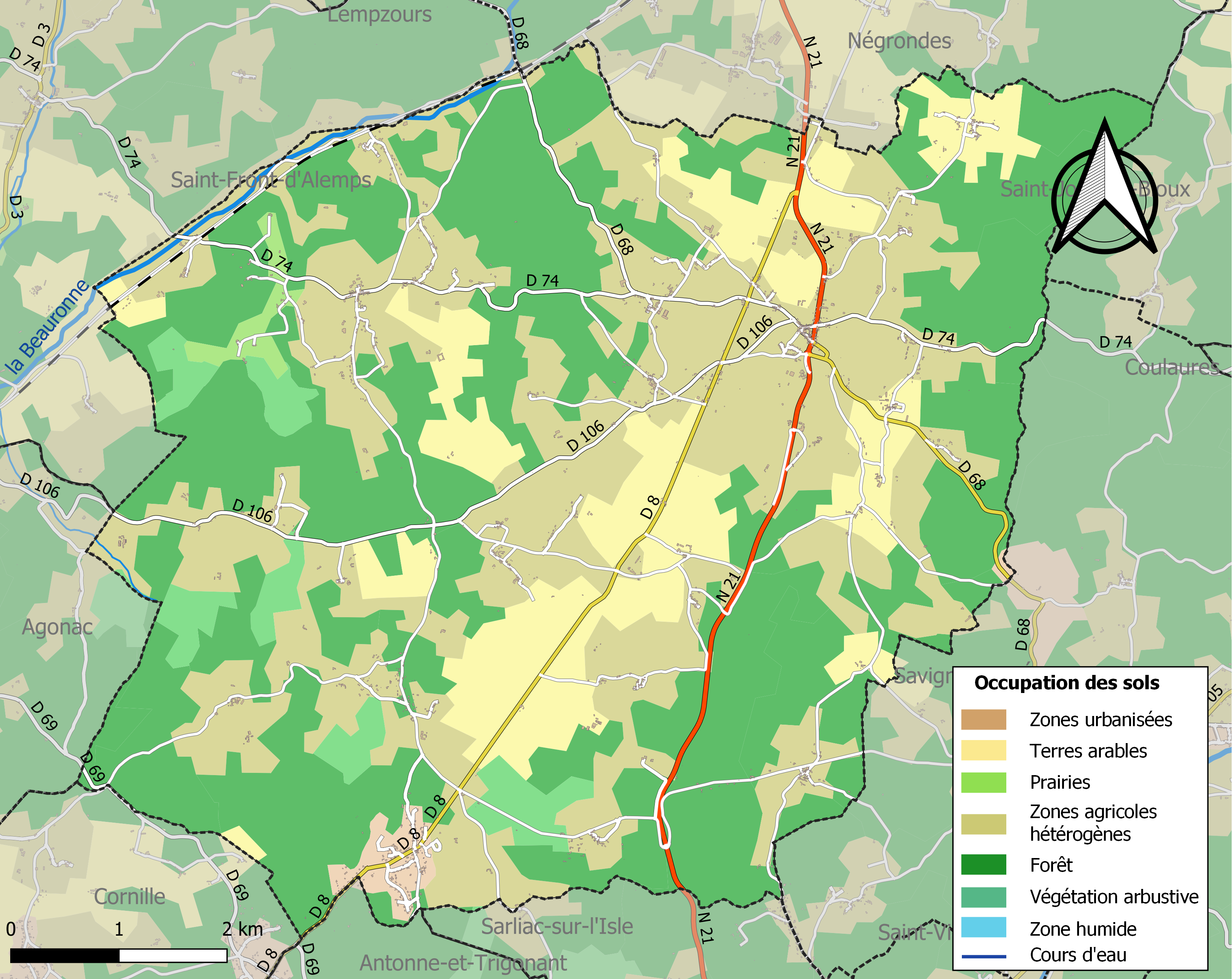
佩里戈尔地区索尔日和利格的OSM定位图

与佩里戈尔地区索尔日和利格接壤的市镇（或旧市镇、城区）包括：内格龙德、圣若里拉布卢、萨维尼亚克-莱塞格利斯、伊勒河畔萨利亚克、昂托讷和特里戈南、科尔尼耶、阿戈纳克、圣弗龙达朗。
佩里戈尔地区索尔日和利格的时区为UTC+01:00、UTC+02:00（夏令时）。

## 行政
佩里戈尔地区索尔日和利格的邮政编码为24420，INSEE市镇编码为24540。

## 政治
佩里戈尔地区索尔日和利格所属的省级选区为蒂维耶县。

## 人口
佩里戈尔地区索尔日和利格于2022年1月1日时的人口数量为1639人。